# Ивиндо
Ивиндо (фр. Ivindo) — река в Габоне и Республике Конго, один из наиболее крупных притоков Огове. Протекает по территории страны к северо-востока на юго-запад. На Ивиндо расположен город Макоку. В устье находятся водопады.
На месте слияния Ивиндо и Огове проходит железная дорога. Бо́льшая часть области вокруг реки получила статус национального парка.

## География

Географическая карта Габона

Длина Ивиндо — 500 км, она берёт своё начало на северо-востоке Габона, на границе с Республикой Конго. Впадает в реку Огове в городе Канкан.
Бассейн реки покрыт обширными девственными первичными тропическими лесами. Нижнее течение входит в состав национального парка Ивиндо. Верхнее течение включено в состав национального парка Минкебе.
Речной сток наблюдается в течение нескольких лет на станции Лоа-Лоа, расположенной в нескольких километрах вниз по течению от города Макоку. Расход воды в среднем составил 778 м³/с. Площадь бассейна — 59 000 км².

## Притоки
- Боуинадже.
- Джуоа — протекает на границе между Габоном и Республикой Конго.
- Джадие — протекает через небольшой город Мекамбо.
- Карангва.
- Либумба — основной приток реки Лодие.
- Мванг — главный приток реки Куе.
- Оуа.

## Исследование
Ниже города Макоку Ивиндо впервые была исследована в 1998 году. Экспедиция состояла из Криса Гайера, Брюса Хейса, Луизы Ласли, Мэрилин Олсен, Рика Сиверса и Волька Ховье. Группа столкнулась с несколькими водопадами: Конге, Мингули и Ценге-Леледи. В этой местности обитают слоны и другие типичные для региона млекопитающие.